# کودو سوکه‌تسونه
کودو سوکه‌تسونه (به ژاپنی: 藤 祐経 Kudō Suketsune); – ۱ ژانویهٔ ۱۱۴۷، ۲۸ ژوئیهٔ ۱۱۹۳، بوشی/سامورایی و گوکه‌نین در دوره کاماکورا اهل ژاپن بود. پدر او کودو سوکه‌تسوگو نام داشت. به گفته سوگا مونوگاتاری، سوکه‌تسوگو در سال ۱۱۶۲ در سن ۴۲ سالگی درگذشت. در زمان مرگ او، پسرش سوکه‌تسونه هشت ساله بود.
به گفته آزوما کاگامی، ایتو سوکه‌چیکا (نوه کودو سوکه‌تسوگو و پسر ایتو سوکه‌ایه، پسر ارشد سوکه‌چیکا که در جوانی درگذشته بود) به کودو سوکه‌تسوگو در هنگام مرگ او قول داده بود که هنگامی که پسر (یا پسرخوانده‌اش) کودو سوکه‌تسونه، مراسم بلوغ (گنبوکو) خود را برگزار کند، دخترش مانکو گوزن را به ازدواج او دربیاورد و همچنین قیم سوکه‌تسونه شود. با این حال، ایتو سوکه‌چیکا نپذیرفت که سوکه‌تسونه، که در اصل و نسب پسر بزرگتر نبود، قلمرو این خاندان را به ارث ببرد و پس از مدتی به قلمرو سوکه‌تسونه حمله کرد. ایتو سوکه‌چیکا همچنین دخترش مانکو گوزن را وادار کرد که از سوکه‌تسونه طلاق بگیرد.
سوکه‌تسونه به شدت از این اتفاقات خشمگین شد و دستور قتل پسرعمویش ایتو سوکه‌چیکا را صادر کرد. در اکتبر ۱۱۷۶، گروهی از اراذل و اوباش به ایتو سوکه‌چیکا حمله کردند که به همراه پسرش کاوازو سوکه‌یاسو در اوکونو، ولایت ایزو در حال شکار بود. تیر به ایتو سوکه‌چیکا شلیک شد و به جای آن به پسر ارشدش کاوازو سوکه‌یاسو (پدر سوگا سوکه‌ناری و سوگا توکیمونه) برخورد کرد و او را کشت.
در سال ۱۱۹۳، سوکه‌تسونه در رویداد شکار بزرگ مقیاس شوگون میناموتو نو یوریتومو، به نام فوجی نو ماکی گاری، در دامنه کوه فوجی شرکت کرد. در نیمه شب ۲۸ ژوئن، روز پایانی شکار، دو برادر، سوگا سوکه‌ناری و سوگا توکیمونه، وارد ساختمانی شدند که سوکه‌تسونه و دو فاحشه در آن در حال استراحت بودند. دو برادر برای انتقام مرگ پدرشان سوکه‌تسونه را کشتند. اوتونای، یک شینکان (رسمی) زیارتگاه کیبیتسو در ولایت بیزن، نیز در این حادثه کشته شد. سوگا سوکه‌ناری سپس توسط نگهدارنده سوکتسونه، نیتا تاداتسونه کشته شد. سوگا توکیمونه تلاش کرد تا شوگون را ترور کند، اما توسط گوشو نو گورومارو دستگیر شد. پس از این آشفتگی، یوریتومو از سوگا توکیمونه بازجویی کرد و علت را پرسید و به فکر نجات جانش افتاد، اما وقتی پسر هشت ساله سوکه‌تسونه، «اینوبومارو» (بعدها ایتو سوکه‌توکی) برای اجرای عدالت گریه کرد و یوریتومو نظرش را تغییر داد و توکیمونه را سر برید. این حادثه به عنوان انتقام برادران سوگا شناخته می‌شود.